# Chaka (roman)

Chaka. Une épopée bantoue est le roman le plus connu de Thomas Mofolo, écrivain de langue sesotho (langue autrefois nommée souto).
Relatant, sur le mode de l'épopée, le destin de Chaka, fondateur de l'Empire zoulou, ce livre rapidement traduit en Occident où il rencontra un succès inattendu, est considéré comme l'un des jalons de la littérature africaine, à la fois allégorie de l'Afrique précoloniale et réflexion pessimiste sur l'ambition et le pouvoir. Un jury initié par Ali Mazrui et présidé par Njabulo Ndebele a sélectionné Chaka parmi les douze ouvrages les plus importants de la littérature africaine du XXe siècle.

## Résumé
Chef des Ifénilénjas, petite tribu du pays Cafre, Senza'ngakona désespère de voir naître un héritier jusqu'à ce que sa concubine Nandi le lui donne : Chaka est né. D'autres garçons lui naissent de ses femmes et, sous la pression de celles-ci, Senza'ngakona chasse Nandi et Chaka du territoire, mais il omet de prévenir son souverain, Ding'iswayo, de ce changement. Chaka grandit au milieu des brimades mais les médecines de la femme-féticheur y remédient en révélant son courage. Chaka se révèle pour son courage, tuant un lion, puis sauvant une jeune fille de la gueule d'une hyène. Surtout, il reçoit dans la rivière, pendant ses ablutions, la visite du seigneur des eaux profondes, le serpent monstrueux qui lui prédit la gloire. Mais ses exploits attirent la jalousie des fils de Senza'ngakona : Chaka s'enfuit et rencontre Issanoussi, le féticheur et devin qui achève ses médecines et sa formation. Il promet à Chaka la gloire et le pouvoir, mais sa sagaie ne devra jamais cesser d'être trempée de sang frais.
Accompagné des deux envoyés d'Issanoussi, Ndèlèbè l'espion rusé et le fort et courageux Malounga, Chaka devient le lieutenant de Ding'iswayo, le suzerain de la région. À la mort de Senza'ngakona son père, Chaka lui succède ; puis lorsque Ding'iswayo est tué par l'ennemi Zwidé, Chaka le venge et devient roi d'un peuple qu'il nomme Zoulou (céleste). Ses armées partent à la conquête d'un empire qui ne cesse de s'étendre.
Mais le pacte passé avec Issanoussi ne cesse pas et Chaka accepte d'aller toujours plus loin dans la violence pour étendre son pouvoir. Régnant par la terreur, massacrant ses opposants et ceux qui lui désobéissent, il tue également sa promise Noliwè dont Issanoussi réclame le sang pour ses médecines. Ses plus vaillants guerriers, Oum'sélékatsi et Manoukoudza, l'abandonnent, tandis que Chaka ne combat plus et laisse sa sagaie sécher. Le sang qu'il verse n'est plus d'un autre peuple que le sien, Chaka tue ses propres enfants, et jusqu'à sa mère Nandi. Sombrant dans la folie, gagné par des visions, il est assassiné par ses deux frères cadets, Di'ngana et Mahla'ngana, prédisant avant de rendre l'âme leur défaite face à Oum'loungou,de may ku l'homme blanc..de may ku

## Analyse
Chaka demeure l'un des premiers jalons de la littérature en sesotho. Sa publication avait été précédée par le premier roman de Mofolo, et premier roman publié dans la langue vernaculaire du Basutoland, Moeti oa bochabela, paru en feuilleton en 1906 et en livre en 1907.
Le roman de Mofolo sur le père du peuple zoulou est également la principale création littéraire consacrée à ce dernier, avec le grand poème épique de Mazisi Kunene, Emperor Shaka the Great (1979), écrit en anglais à partir de sources orales traditionnelles. À ce titre l'œuvre de Thomas Mofolo a fait l'objet de nombreux commentaires et interprétations.

### Le Chaka de Mofolo
Thomas Mofolo écrit sa biographie romancée de Chaka quelques années seulement après l'annexion du Zoulouland et moins d'un siècle après la mort du personnage historique. Il est essentiel de saisir que cette œuvre en sesotho n'est pas un roman zoulou : Mofolo s'adresse aux siens, aux Basothos, hors de l'ancien royaume zoulou et dans ce qui deviendra le Lesotho. Voilà qui explique en grande partie la charge négative de la figure du Chaka de Mofolo. Pour les Basotho, Chaka est un tyran sanguinaire, semant la terreur : pour Albert Gérard, « Mofolo est donc à Chaka ce que Tolstoï est à Bonaparte ».
D'autres facteurs ont également été soulignés. Bien que son avis soit relativement isolé, Karl Heinz Jansen y voit une véritable « littérature de tutelle » illustrant le message des missionnaires, soulignant la sauvagerie des « ténèbres païennes » ayant précédé les blancs et mettant en valeur l'apport de la « civilisation ». Erreur selon Albert Gérard, pour qui Mofolo donne une image négative de Chaka mais pas de son époque. Mais vérité peut-être de l'interprétation occidentale : là réside en effet peut-être l'explication des possibilités de diffusion rapidement offertes à Chaka, d'abord sous la bienveillance du colonisateur, puis à l'étranger dans diverses traductions.
L'influence de la religion chrétienne est en revanche admise et a fait l'objet d'études poussées montrant notamment les parallèles bibliques qui sous-tendent certaines scènes ; ceux-ci ne devant toutefois pas faire oublier un autre parallèle évident : celui du docteur Faust et de son pacte avec le diable.

### Chakaet l'épopée
« Voici une épopée. Peut-être l'une des dernières épopées que ce monde peut connaître. » Ainsi J. M. G. Le Clézio introduit-il Chaka, suivant en cela le sous-titre Une épopée bantoue choisi par Victor Ellenberger, et rejoignant aussi l'opinion d'Édouard Glissant. Aussi Le Clézio évoque-t-il comme points de référence le mythe d'Orphée, l'aventure des Argonautes, le voyage d'Ulysse, la légende d'Arthur.
Ces comparaisons ne résolvent pas les problèmes posés par ce rapprochement avec le genre épique et avec l'oralité traditionnelle. Pour Jean Sérvry, le Chaka de Mofolo est éloignée de celle-ci, malgré le rôle central de la figure ancestrale du serpent monstrueux, le Seigneur des eaux. Or ce lien à l'oralité est un critère essentiel de la définition de l'épopée : Chaka n'est pas la transcription d'un récit traditionnel mais bien une création littéraire personnelle sur le mode épique, ne relevant ni de la culture zouloue, ni même d'une quelconque culture africaine. C'est pourquoi, pour Albert Gérard, Mofolo « écrit en Sotho et en moraliste. Son œuvre exploite une expérience singulière pour en dégager la signification universelle. Mais la vision qu'elle formule n'est nullement épique : elle n'exalte ni un héros, ni un peuple. »

## Écriture, parution et succès
Écrit en sesotho (autrefois nommée souto) en 1909-1910, le brouillon de Chaka ne paraît qu'en 1925 sur les presses de la Société des missions évangéliques de Paris, dans la mission de Morija pour laquelle travaille Mofolo. Des réticences de la part des missionnaires semblent la cause de ce retard, certains voyant en Chaka une apologie de  l'époque préchrétienne et de ses pratiques païennes. Ceci pourrait également expliquer le départ de Mofolo de la mission en 1910 et sa reconversion dans le commerce. Une fois paru, le livre connaît cependant un très grand succès, qui se traduit par neuf éditions successives jusqu'en 1962.
Le roman est traduit en anglais en 1931, sous-titré A historical romance. Suivent la traduction allemande et la traduction française du révérend Victor Ellenberger, puis d'autres encore (afrikaans, italien). Le succès des traductions est également remarquable : en France, alors que la presse ignore la parution, le sixième tirage est effectué quelques semaines après la sortie, dès avril 1940. Et le roman rencontre un écho certain chez les passionnés de l'Afrique. Michel Leiris le fait figurer parmi les deux-cents livres de sa « bibliothèque idéale », Léopold Sédar Senghor admire le livre qui lui inspire un poème des Éthiopiques. Édouard Glissant reconnaît quant à lui en Chaka le chef-d'œuvre du roman nègre,[réf. à confirmer]. La grande quantité d'œuvres nouvelles inspirées de la figure de Chaka, sont un autre signe de ce succès.

## Éditions et traduction
- Chaka, 1925.
- Chaka. Une épopée bantoue, traduction du souto au français par Victor Ellenberger, Paris, Gallimard, 1940 (préface de Zakea D. Mangoalea)
  - Rééd. augmentée d'une préface de J. M. G. Le Clézio, Paris, Gallimard, coll. « L'Imaginaire », 1981